# Церковь Святого Акоба

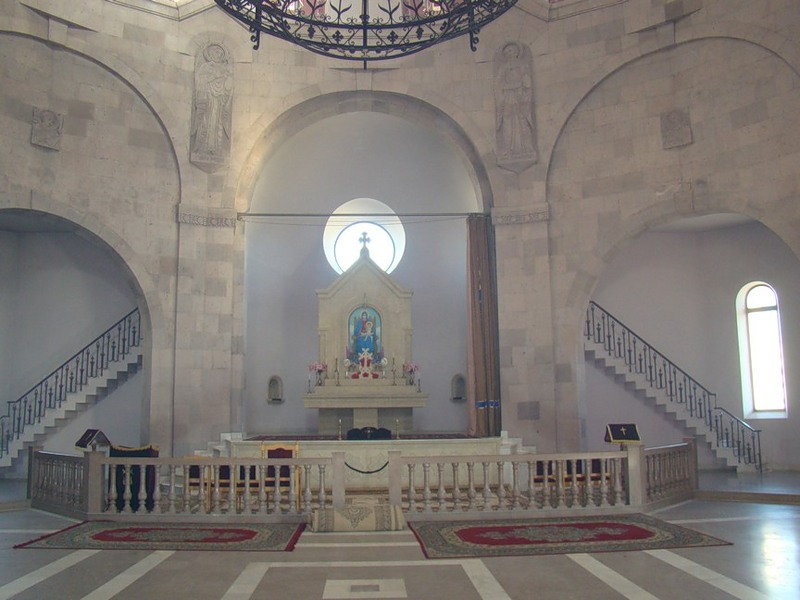

Церковь Святого Ако́ба (Иакова) (арм. Գյումրիի Սուրբ Հակոբ եկեղեցի) — новая церковь в городе Гюмри Ширакской области Армении, в микрорайоне Ани (58-й квартал).

## История
Церковь Сурб Акоб является одной из новых церквей города, освящена 29 августа 2002 года. Она была построена в память о Спитакском землетрясении 1988 года в Армении.